# Juan Manuel de Aréjula y Pruzet
Juan Manuel de Aréjula y Pruzet, nascut a Lucena, Còrdova, el 1755 i traspassat a Londres el 16 de novembre de 1830, fou un químic i metge espanyol, que introduí la nova química de Lavoisier a Espanya juntament amb el seu mestre Pedro Gutiérrez Bueno.

## Biografia
Estudià al Colegio de Cirugía de Cádiz. Quan acabà la carrera entrà a servir a l'armada com a cirurgià fins a l'any 1784. En aquest any es traslladà a París per ampliar estudis, amb l'ajut d'una beca de la marina. Hi va treballar amb el prestigiós químic Antoine François de Fourcroy, un dels primers que seguiren les idees de Lavoisier.
Entre els anys 1789 i 1791 viatjà per Anglaterra i Escòcia per a adquirir instrumental científic per instal·lar un laboratori de química a Cadis i per a estudiar química industrial. Una vegada completada la seva formació a l'estranger retornà a Cadis i s'encarregà de la càtedra de química del Colegio de Cirugía. Dificultats pressupostàries li impediren crear el laboratori i hagué d'impartir classes de medicina i de botànica.
Les seves idees progressistes el conduïren a enfrontaments amb els poders polítics, especialment a partir de 1805. Durant el Trienni Liberal (1820-1823) fou membre de la Dirección General de Estudios. Però l'any 1823 amb el canvi de govern s'exilià a Londres on residí fins a la seva mort l'any 1830. Fou enterrat a l'església londinenca de Saint Pancras.

## Obra
Durant la seva vida va publicar diferents treballs relacionats amb la química i la medicina. Destaca la seva obra Reflexiones sobre la nueva nomenclatura química (1788) i en va realitzar una traducció al francès per incloure-la en la revista francesa Observations sur la physique. En aquesta obra discrepa en quatre punts de les idees de Lavoisier sobre la naturalesa dels àcids, que resultaren correctes:
- Considera incorrecte la teoria dels àcids de Lavoisier que deia que tots els àcids tenien en la seva composició oxigen. Aréjula va aportar com a prova una anàlisi realitzada per Berthollet de l'àcid cianhídric, HCN, anomenat en aquell temps àcid prússic. Segons l'anàlisi de Berthollet aquest àcid no contenia oxigen.
- També va contradir la proposta de Lavoisier que els elements químics que es combinaven amb oxigen es transformaven en àcids. Aréjula aportà la prova de l'aigua on l'hidrogen es combina amb l'oxigen i no formava cap àcid i la de catorze metalls que formaven òxids quan es combinaven amb l'oxigen.
- Tampoc acceptava que a major quantitat d'oxigen en un àcid la seva força fos major. Va aportar la prova que l'àcid clorhídric, HCl (anomenat àcid muriàtic) era més àcid que la seva mescla amb àcid hipoclorós, HClO (anomenada àcid muriàtic oxigenat).
- Finalment no era d'acord sobre la idea que l'element químic que pogués combinar-se amb més quantitat d'oxigen havia de ser un àcid més fort. La prova d'Aréjula era la proporció d'oxigen a l'aigua (85%), difícilment superable per cap altre compost químic, que no donava cap àcid fort, sinó una substància neutra.

Proposà també un nom diferent del d'oxigen per a aquest element químic perquè considerava que era més important la seva capacitat per cremar que no la de formar àcids. El nom que proposà fou arxicayo o principi de cremar. Introduí la denominació de nitrogen en lloc del francès azote i la de wolframi en lloc de la francesa tungstè, ja que els seus descobridors els germans espanyols Fausto i Juan José de Elhúyar així ho havien fet.